# MLS Cup 2016

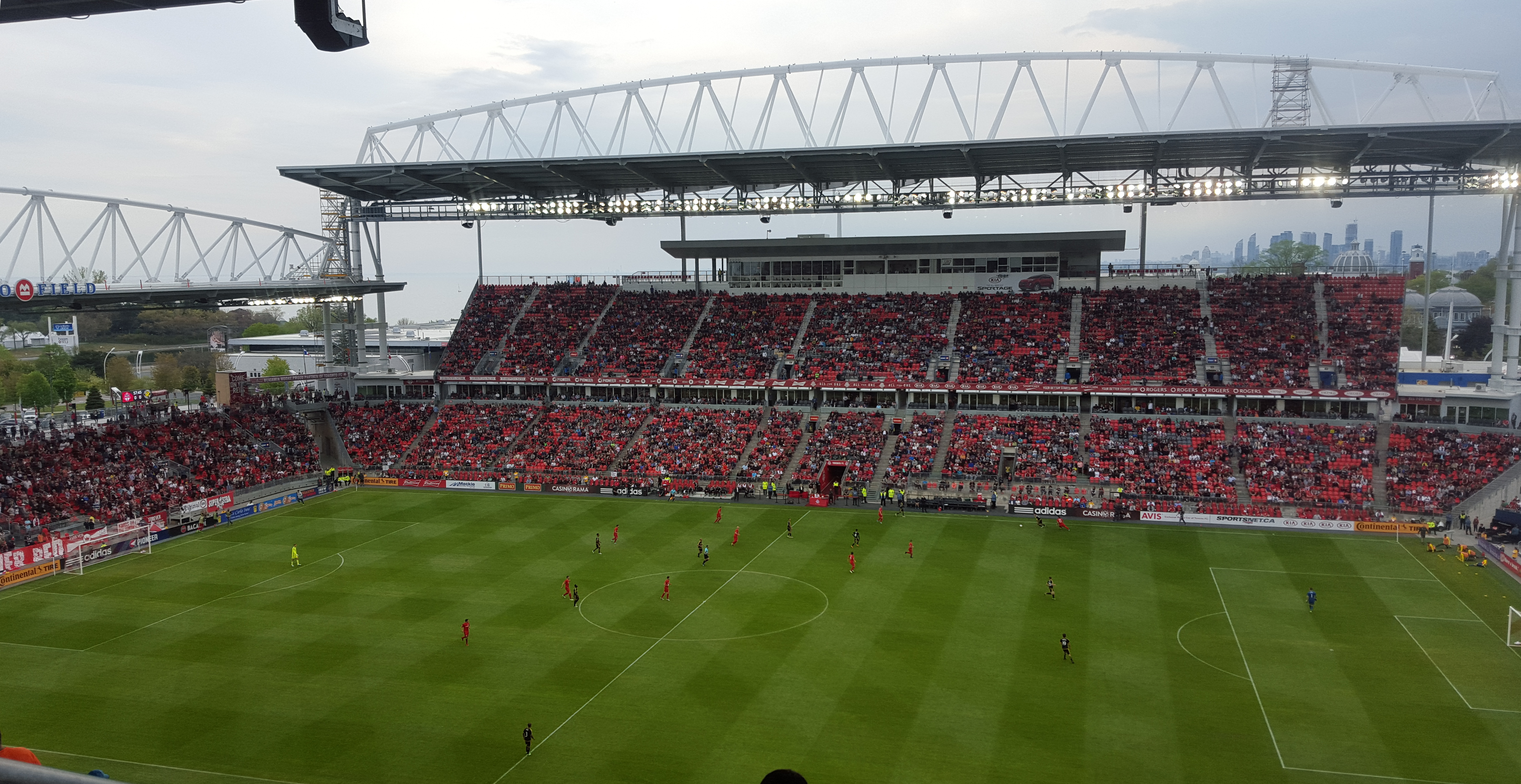
BMO Field, sede de la final.

La MLS Cup 2016 fue la vigésimo primera final de la MLS Cup de la Major League Soccer de los Estados Unidos y Canadá. El partido se jugó el 10 de diciembre en el BMO Field en Toronto, Ontario, Canadá. Fue protagonizada entre el Toronto FC y los Seattle Sounders FC.
Un dato no menor, Toronto FC entró en la historia de la MLS como el primer equipo canadiense en disputar una final de la MLS Cup.
Los Seattle Sounders FC alzaron con su primer campeonato de su historia tras imponerse en la tanda de penales al Toronto FC por 5-4 después del 0-0 de los 120 minutos jugados. El panameño Román Torres anotó el gol del título.  El portero suizo de los Sounders Stefan Frei fue elegido como el jugador más valioso de la final.

## Llave
| Toronto FC 0 (4) | Seattle Sounders FC 0 (5) |

## Enfrentamientos previos
Toronto FC y los Seattle Sounders FC se han enfrentado 11 veces en la temporada regular de la MLS, con un historial favorable para los de Seattle con 7 victorias, dos empates y dos triunfos del Toronto. Seattle anotó 18 goles y Toronto hizo siete.
El más reciente fue disputado el día 2 de julio del presente año en el BMO Field, partido perteneciente a la jornada 17 de la MLS. El encuentro finalizó con un empate 1-1, los de Toronto se pusieron en ventaja a los 60 minutos con anotación de Jordan Hamilton, pero no le duró mucho la alegría a los canadienses, ya que un minuto después el Seattle reaccionó a través de Jordan Morris y puso la igualdad definitiva.

## Camino a la final

### Toronto FC
En la temporada regular, Toronto FC culminó en el tercer lugar de la Conferencia del Este y quinto en la tabla general con 14 victorias, 11 empates y 9 derrotas, sumando 53 unidades. Es considerado por números, como la mejor campaña en la historia del club canadiense. Sebastian Giovinco registró 17 anotaciones, 15 asistencias de gol y dos hat-tricks en la fase regular del torneo.
Aquí se detallan los resultados del equipo en los playoffs en la MLS en su camino a la final:
| 26 de octubre                                                                                                | Primera ronda              | BMO Field, Toronto, Ontario        | Toronto FC       | 3 - 1         | Philadelphia Union |
| Toronto FC clasificó a las Semifinales de conferencia.                                                       |                            |                                    |                  |               |                    |
| 30 de octubre                                                                                                | Semifinales de conferencia | BMO Field, Toronto, Ontario        | Toronto FC       | 2 - 0         | New York City FC   |
| 6 de noviembre                                                                                               | Semifinales de conferencia | Yankee Stadium, Nueva York         | New York City FC | 0 - 5         | Toronto FC         |
| Toronto FC clasificó a las Finales de conferencia con un marcador global de 7-0.                             |                            |                                    |                  |               |                    |
| 22 de noviembre                                                                                              | Finales de conferencia     | Estadio Olímpico, Montreal, Quebec | Montreal Impact  | 3 - 2         | Toronto FC         |
| 30 de noviembre                                                                                              | Finales de conferencia     | BMO Field, Toronto, Ontario        | Toronto FC       | (t. s.) 5 - 2 | Montreal Impact    |
| Toronto FC pasó a la final de la MLS Cup y campeón de la Conferencia del Este con un marcador global de 7-5. |                            |                                    |                  |               |                    |

|  |                        |
|  | Triunfo de Toronto FC. |
|  | Derrota de Toronto FC. |

Tras dejar en el camino al Montreal Impact en las Finales de conferencia, Toronto FC se convirtió en el primer club de Canadá en disputar la gran final de la MLS Cup. También estableció un nuevo récord en la historia de los playoffs de la MLS como el equipo con más goles en una postemporada con 17 dianas, dejando al lado las 15 anotaciones del Chicago Fire en 2000.

### Seattle Sounders FC
En la mitad de la temporada regular, el Seattle vestaba ubicado en los últimos puestos de la Conferencia del Oeste, esto provocó la destitución de Sigi Schmid del club y fue remplazado por su asistente técnico, Brian Schmetzer como entrenador interino por lo que restaba del año. La llegada del jugador de la selección uruguaya Nicolás Lodeiro —proveniente de Boca Juniors de Argentina— y el cambio de actitud del equipo después de la salida de Schmid, los Sounders supieron remontar los resultados, pasando de los últimos lugares a puestos de clasificación a la postemporada. Finalmente, el Seattle terminó en la cuarta posición de la Conferencia del Oeste y séptimo en la tabla general con 14 victorias, 6 empates y 14 derrotas, cosechando 48 puntos.
Aquí se detallan los resultados del Seattle en los playoffs de la MLS en su camino a la final:
| 27 de octubre | Primera ronda              | CenturyLink Field, Seattle, Washington              | Seattle Sounders FC | 1 - 0 | Sporting Kansas City |
| Los Seattle Sounders clasificaron a las Semifinales de conferencia.                                                            |                            |                                                     |                     |       |                      |
| 30 de octubre | Semifinales de conferencia | CenturyLink Field, Seattle, Washington              | Seattle Sounders FC | 3 - 0 | FC Dallas            |
| 6 de noviembre | Semifinales de conferencia | Toyota Stadium, Frisco, Texas                       | FC Dallas           | 2 - 1 | Seattle Sounders FC  |
| Los Seattle Sounders clasificaron a las Finales de conferencia con un marcador global de 4-2.                                  |                            |                                                     |                     |       |                      |
| 22 de noviembre | Finales de conferencia     | CenturyLink Field, Seattle, Washington              | Seattle Sounders FC | 2 - 1 | Colorado Rapids      |
| 27 de noviembre | Finales de conferencia     | Dick's Sporting Goods Park, Commerce City, Colorado | Colorado Rapids     | 0 - 1 | Seattle Sounders FC  |
| Los Seattle Sounders avanzaron a la final de la MLS Cup y campeones de la Conferencia del Oeste con un marcador global de 3-1. |                            |                                                     |                     |       |                      |

|  |                     |
|  | Triunfo de Seattle. |
|  | Derrota de Seattle. |

Días antes del partido de vuelta de las Semifinales de conferencia frente al FC Dallas, el Seattle anunció que Brian Schmetzer fue contratado como entrenador definitivo del equipo, luego de registrar 10 triunfos, 4 empates y 2 derrotas. Después de eliminar a los Colorado Rapids en las Finales de conferencia, los Sounders avanzaron a su primera final de la MLS Cup en toda su historia.

## El partido
| 1  | POR | Clint Irwin        |         |
| 15 | DEF | Eriq Zavaleta      |         |
| 3  | DEF | Drew Moor          |         |
| 6  | DEF | Nick Hagglund      |         |
| 33 | MED | Steven Beitashour  |         |
| 31 | MED | Armando Cooper     | 85'     |
| 4  | MED | Michael Bradley    | Capitán |
| 21 | MED | Jonathan Osorio    | 77'     |
| 2  | MED | Justin Morrow      |         |
| 17 | DEL | Jozy Altidore      |         |
| 10 | DEL | Sebastian Giovinco | 103'    |
| DT | DT  | Greg Vanney        |         |

| 24 | POR | Stefan Frei     | Jugador más valioso de la final |
| 4  | DEF | Tyrone Mears    |                                 |
| 29 | DEF | Román Torres    |                                 |
| 14 | DEF | Chad Marshall   |                                 |
| 33 | DEF | Joevin Jones    |                                 |
| 6  | MED | Osvaldo Alonso  |                                 |
| 7  | MED | Cristian Roldán |                                 |
| 13 | MED | Jordan Morris   | 108'                            |
| 10 | MED | Nicolás Lodeiro |                                 |
| 8  | MED | Erik Friberg    | 66'                             |
| 16 | DEL | Nelson Valdez   | 73'                             |
| DT | DT  | Brian Schmetzer |                                 |

| 7  | MED | Will Johnson     | 77'  |
| 8  | MED | Benoît Cheyrou   | 85'  |
| 87 | DEL | Tosaint Ricketts | 103' |

| 21 | MED | Álvaro Fernández   | 66'  |
| 23 | MED | Andreas Ivanschitz | 73'  |
| 3  | DEF | Brad Evans         | 108' |

| Jozy Altidore   | Anotado        | 1:0 |                |                    |
|                 |                | 1:1 | Anotado        | Brad Evans         |
| Michael Bradley | Fallo de penal | 1:1 |                |                    |
|                 |                | 1:2 | Anotado        | Andreas Ivanschitz |
| Benoît Cheyrou  | Anotado        | 2:2 |                |                    |
|                 |                | 2:2 | Fallo de penal | Álvaro Fernández   |
| Will Johnson    | Anotado        | 3:2 |                |                    |
|                 |                | 3:3 | Anotado        | Joevin Jones       |
| Drew Moor       | Anotado        | 4:3 |                |                    |
|                 |                | 4:4 | Anotado        | Nicolás Lodeiro    |
| Justin Morrow   | Fallo de penal | 4:4 |                |                    |
|                 |                | 4:5 | Anotado        | Román Torres       |

| Amonestado | 90+3' | Michael Bradley |

| Amonestado | 45+1' | Chad Marshall |
| Amonestado | 72'   | Joevin Jones  |

| Árbitro             | Alan Kelly     |
| Árbitros asistentes | Frank Anderson |
| Árbitros asistentes | Joe Fletcher   |
| Cuarto árbitro      | Allen Chapman  |

| 1  | POR | Clint Irwin        |         |
| 15 | DEF | Eriq Zavaleta      |         |
| 3  | DEF | Drew Moor          |         |
| 6  | DEF | Nick Hagglund      |         |
| 33 | MED | Steven Beitashour  |         |
| 31 | MED | Armando Cooper     | 85'     |
| 4  | MED | Michael Bradley    | Capitán |
| 21 | MED | Jonathan Osorio    | 77'     |
| 2  | MED | Justin Morrow      |         |
| 17 | DEL | Jozy Altidore      |         |
| 10 | DEL | Sebastian Giovinco | 103'    |
| DT | DT  | Greg Vanney        |         |

| 24 | POR | Stefan Frei     | Jugador más valioso de la final |
| 4  | DEF | Tyrone Mears    |                                 |
| 29 | DEF | Román Torres    |                                 |
| 14 | DEF | Chad Marshall   |                                 |
| 33 | DEF | Joevin Jones    |                                 |
| 6  | MED | Osvaldo Alonso  |                                 |
| 7  | MED | Cristian Roldán |                                 |
| 13 | MED | Jordan Morris   | 108'                            |
| 10 | MED | Nicolás Lodeiro |                                 |
| 8  | MED | Erik Friberg    | 66'                             |
| 16 | DEL | Nelson Valdez   | 73'                             |
| DT | DT  | Brian Schmetzer |                                 |

| 7  | MED | Will Johnson     | 77'  |
| 8  | MED | Benoît Cheyrou   | 85'  |
| 87 | DEL | Tosaint Ricketts | 103' |

| 21 | MED | Álvaro Fernández   | 66'  |
| 23 | MED | Andreas Ivanschitz | 73'  |
| 3  | DEF | Brad Evans         | 108' |

| Jozy Altidore   | Anotado        | 1:0 |                |                    |
|                 |                | 1:1 | Anotado        | Brad Evans         |
| Michael Bradley | Fallo de penal | 1:1 |                |                    |
|                 |                | 1:2 | Anotado        | Andreas Ivanschitz |
| Benoît Cheyrou  | Anotado        | 2:2 |                |                    |
|                 |                | 2:2 | Fallo de penal | Álvaro Fernández   |
| Will Johnson    | Anotado        | 3:2 |                |                    |
|                 |                | 3:3 | Anotado        | Joevin Jones       |
| Drew Moor       | Anotado        | 4:3 |                |                    |
|                 |                | 4:4 | Anotado        | Nicolás Lodeiro    |
| Justin Morrow   | Fallo de penal | 4:4 |                |                    |
|                 |                | 4:5 | Anotado        | Román Torres       |

| Amonestado | 90+3' | Michael Bradley |

| Amonestado | 45+1' | Chad Marshall |
| Amonestado | 72'   | Joevin Jones  |

| Árbitro             | Alan Kelly     |
| Árbitros asistentes | Frank Anderson |
| Árbitros asistentes | Joe Fletcher   |
| Cuarto árbitro      | Allen Chapman  |

|                                       |
| Bandera del Estado de Washington      |
| Campeón Seattle Sounders FC 1º título |

## Después del partido
- Después del resultado, los Seattle Sounders ganaron su derecho de participar en la próxima edición de la Liga de Campeones de la Concacaf 2018 y acompañará junto a los Colorado Rapids, FC Dallas y los New York Red Bulls como los representantes estadounidenses para dicho torneo.[14]
- Los Seattle Sounders se convirtieron en el undécimo equipo en la historia de la MLS en conquistar la MLS Cup.[15]